# Vedérnikov
Vedérnikov (del ruso: Ведерников) es un jútor del raión de Konstantínovsk del óblast de Rostov del suroeste de Rusia. Se halla en la orilla derecha del río Don, al este de Konstantínovsk. Su población en 2010 era de 1 237 habitantes.
Pertenece al municipio urbano de Konstantínovsk.

## Historia
La primera mención escrita a la localidad corresponde a una descripción realizada el 7 de diciembre (17 de diciembre) de 1672 por el atamán Frol Mináyev en la que hace un recuento de las stanitsas cosacas del Don que deben fidelidad a Moscú. Se considera que Vedérnikovskaya (en honor a su fundador) tiene su origen poco antes de la fecha señalada. De alrededor de 1593 hay un relato similar en el que se nombra una localidad llamada Verjniye Razdory. Existe una teoría sobre la unión de esta localidad y de la stanitsa Bábskaya formando Vedérnikovskaya, buscando una mejor localización junto al río.
En 1835, la localidad fue nombrada centro del ókrug I-Don y tras la fundación de Konstantínovskaya en 1864, los poderes de la stanitsa del ókrug pasarían a la nueva localidad, junto a la mayor parte de su población, pasando la antigua stanitsa a ser un modesto jútor. 
Durante la época soviética las tierras del jútor formarían parte de los koljoses Shebaldáyev, Chapáyev, Krasni Nutilovets y Léninski put.

## Economía
Vedérnikov es una importante región productora de vino en el óblast de Rostov. Ya en 1756 las fuentes afirman la calidad y cantidad de la producción de la zona, cuyos vinos podían compararse con los de Crimea, las tierras bajas del Danubio u otros vinos europeos.
Con la uva aquí cultivada, la bodega de Mílerovo produce el vino Vina Vedérnikov desde 2006, que ha sido premiado en 2007 y 2008.

## Educación
En la localidad hay una casa de cultura y una escuela de educación básica (calle Lésnaya, 37).

## Lugares de interés
En la localidad se halla, en el interior del cementerio local, un mausoleo militar dedicado a 16 caídos del Ejército Rojo por la liberación del jútor en enero de 1943 durante la Gran Guerra Patria. Se trata de una pirámide truncada con una estrella en la cima de 2.68 m de altura, rodeada de una cerca, que cubre la fosa común con los restos de los soldados.

## Nacidos en Vedérnikov
- Aleksandr Tiurmorézov (1881-1930, botánico, médico y pedagogo ruso.